# Stefan (cráter)

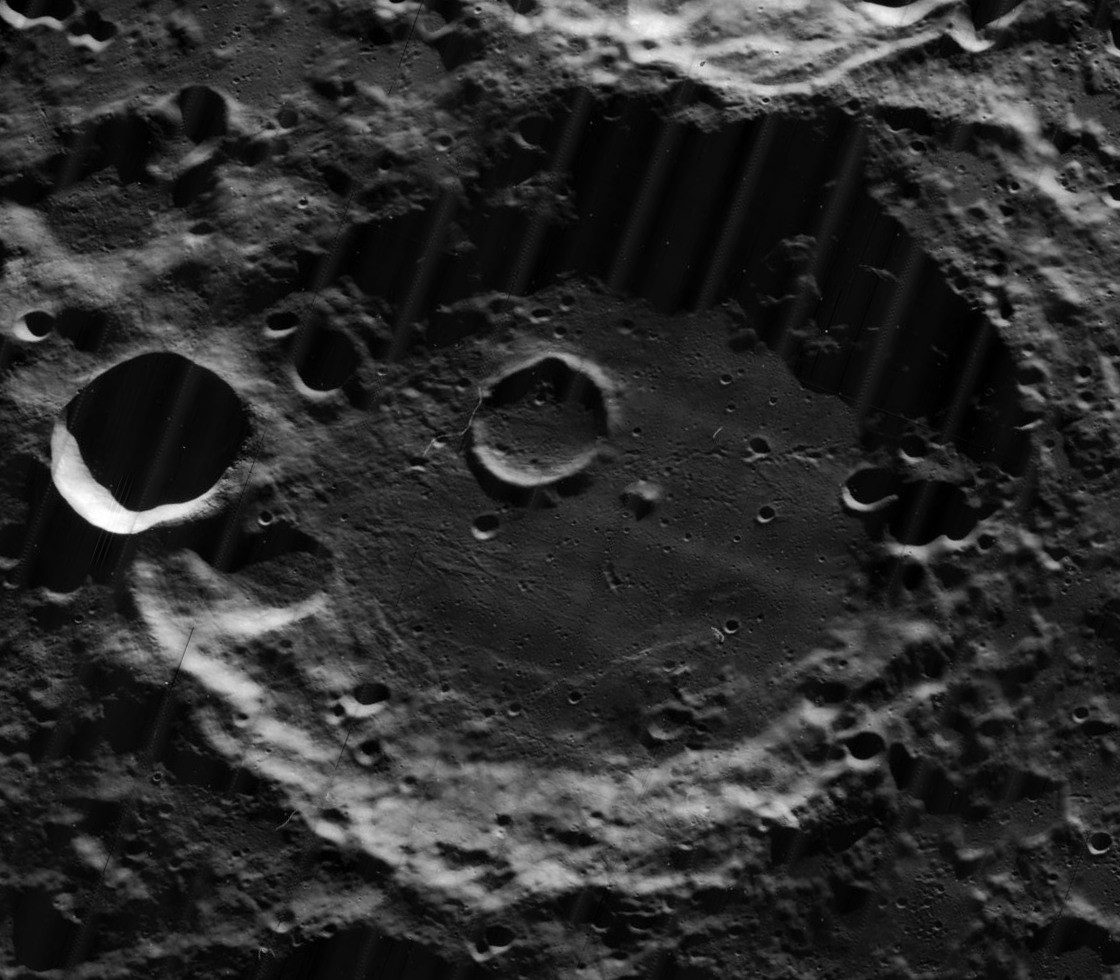
Imagen oblicua de la misión Lunar Orbiter 5, mirando al oeste

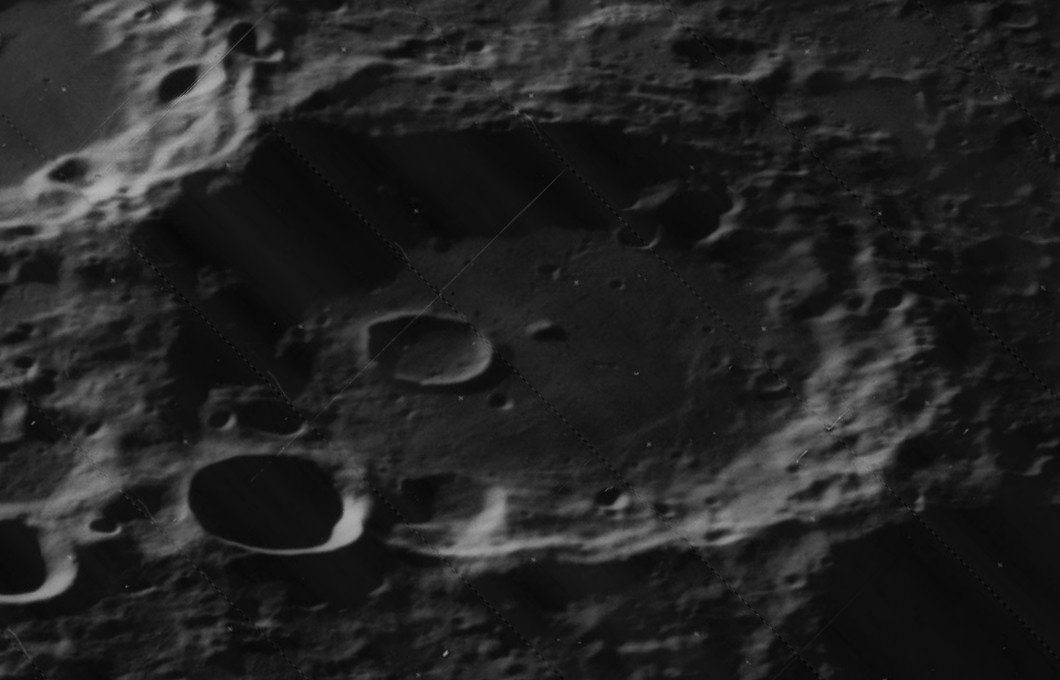
Otra vista oblicua desde el Lunar Orbiter 5, mirando al noroeste

Stefan es un cráter de impacto perteneciente a la cara oculta de la Luna, situado justo más allá del terminador noroeste. Junto al borde occidental se halla el cráter ligeramente más pequeño Wegener, y cerca del borde oriental aparece Rynin.
|  |

Como ocurre con muchos cráteres de este tamaño en la Luna, el brocal exterior ha sido desgastado por la erosión de sucesivos impacto y el borde y la pared interna generalmente están cubiertos con pequeños cráteres. El lado sur en particular ha sido especialmente dañado por los impactos,  habiendo sido invadido por el cráter satélite Stefan L. Este cráter en forma de cuenco se encuentra en el centro de un pequeño sistema de marcas radiales, indicativo de un impacto relativamente reciente.
El suelo interior de Stefan es una superficie generalmente nivelada que está marcada por varios impactos. El más notable es el borde anular de un cráter inundado de lava que se eleva sobre la mitad meridional de la plataforma interior. Cerca del punto medio aparece una colina baja, posiblemente el remanente enterrado de un pico central.
Stefan se encuentra aproximadamente en el margen de la Cuenca Coulomb-Sarton, un cráter de impacto de 530 km de anchura del Período Pre-Nectárico.

## Cráteres satélite
Por convención estos elementos son identificados en los mapas lunares poniendo la letra en el lado del punto medio del cráter que está más cerca de Stefan.
|        | \| Stefan \| Coordenadas \| Diámetro \| \| ------ \| ------------------------------- \| -------- \| \| L \| 44°36′N 107°42′O / 44.6, -107.7 \| 26 km \| |          |
| Stefan | Coordenadas | Diámetro |
| L      | 44°36′N 107°42′O / 44.6, -107.7 | 26 km    |

## Referencias

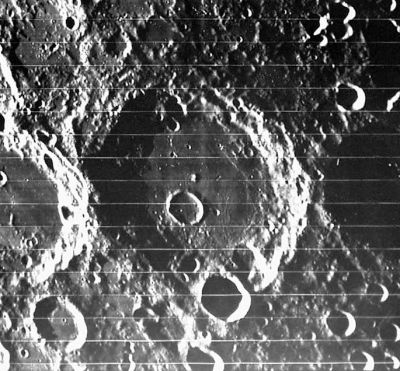
Imagen Lunar Orbiter 5